# 分合式自行车号牌
分合式自行车号牌是中国用于自行车的管理和防盗，安装在上路行驶的自行车的车体前端中部明显位置的号牌。号码位数6～8位，其中分离位数不少于3位。在2002年，多地开始启用不锈钢材质、激光刻字的2003新式自行车号牌。分合式自行车号牌从1998年3月1日启用，从2003年开始多地开始取消自行车号牌。

## 分类
分合式自行车号牌由固定部分和活动部分组成，分为两种：
- 号码比对式自行车号牌，由基座、固定号码牌和活动号码牌组成。使用两组号码。

- 号码分离式自行车号牌，由基体固定号码牌和分离活动号码牌组成。使用一组号码。

## 式样

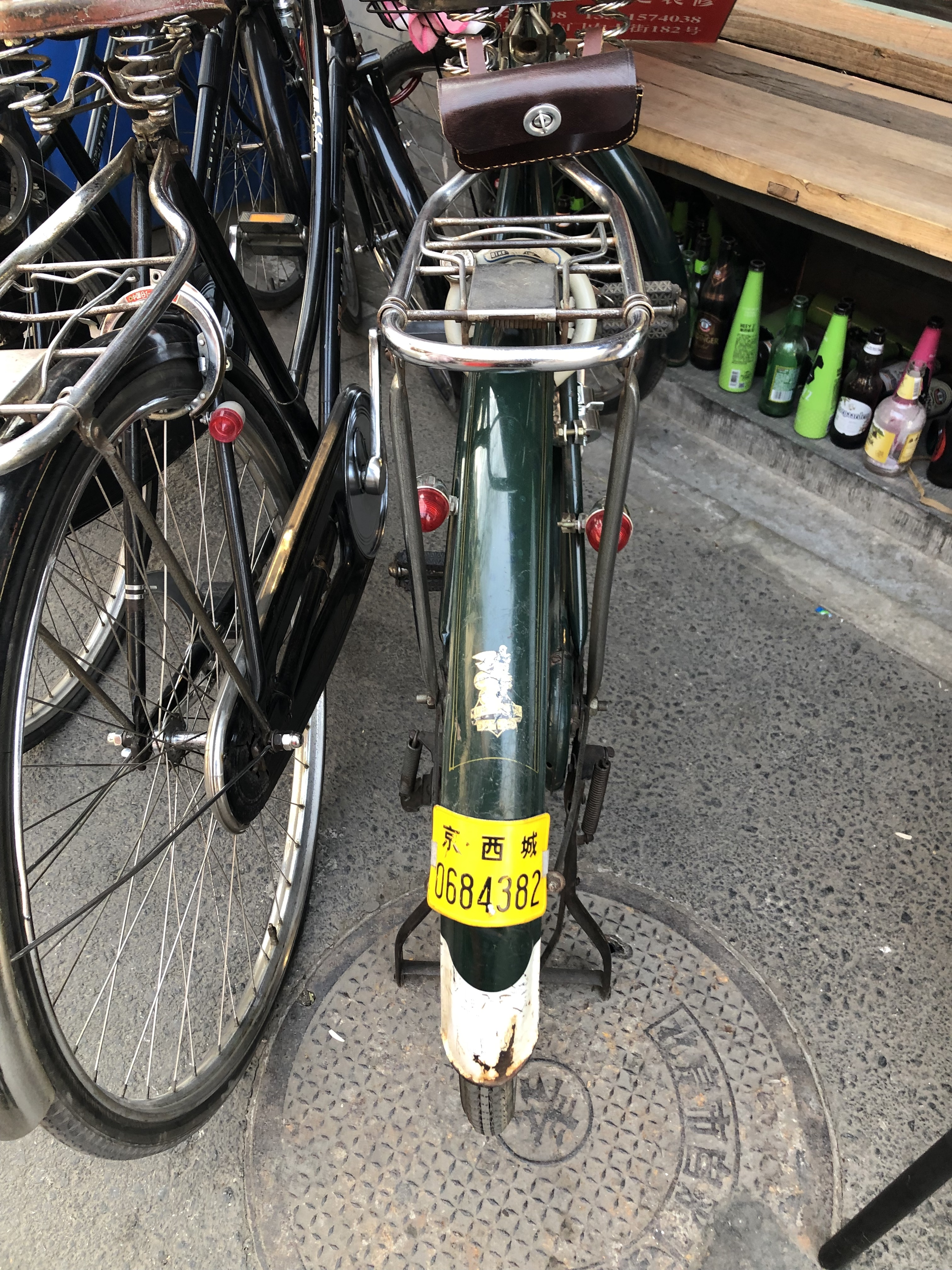
北京的自行车号牌

| 自行车号牌式样 | 说明                 | 备注       |
| -------------- | -------------------- | ---------- |
|                | 号码比对式自行车号牌 | 固定号码牌 |
|                | 号码比对式自行车号牌 | 活动号码牌 |
|                | 号码分离式自行车号牌 |            |
|                | 号码分离式自行车号牌 |            |

## 规格
外形尺寸：长度为95mm±5mm，宽度为65mm±5mm，厚度为5mm±1mm。
号码大小：比对式号码字高不小于15mm，分离式号码字高不小于25mm。